# Trichosanthes floresana
Trichosanthes floresana är en gurkväxtart som beskrevs av Rugayah. Trichosanthes floresana ingår i släktet Trichosanthes och familjen gurkväxter. Inga underarter finns listade i Catalogue of Life.